# Friedrichsthal (Bayreuth)
Friedrichsthal ist ein Stadtviertel der kreisfreien Stadt Bayreuth in Oberfranken. Friedrichsthal liegt in der Gemarkung Laineck. Friedrichsthal ist nicht eindeutig vom ehemaligen Lainecker Gemeindeteil Oberend zu trennen. Dort beginnt die Straße Friedrichsthal, an der sich auch die beliebte gleichnamige Ausflugsgaststätte befand. Die Bahnstation Friedrichsthal liegt ebenfalls in Laineck-Oberend.

## Lage

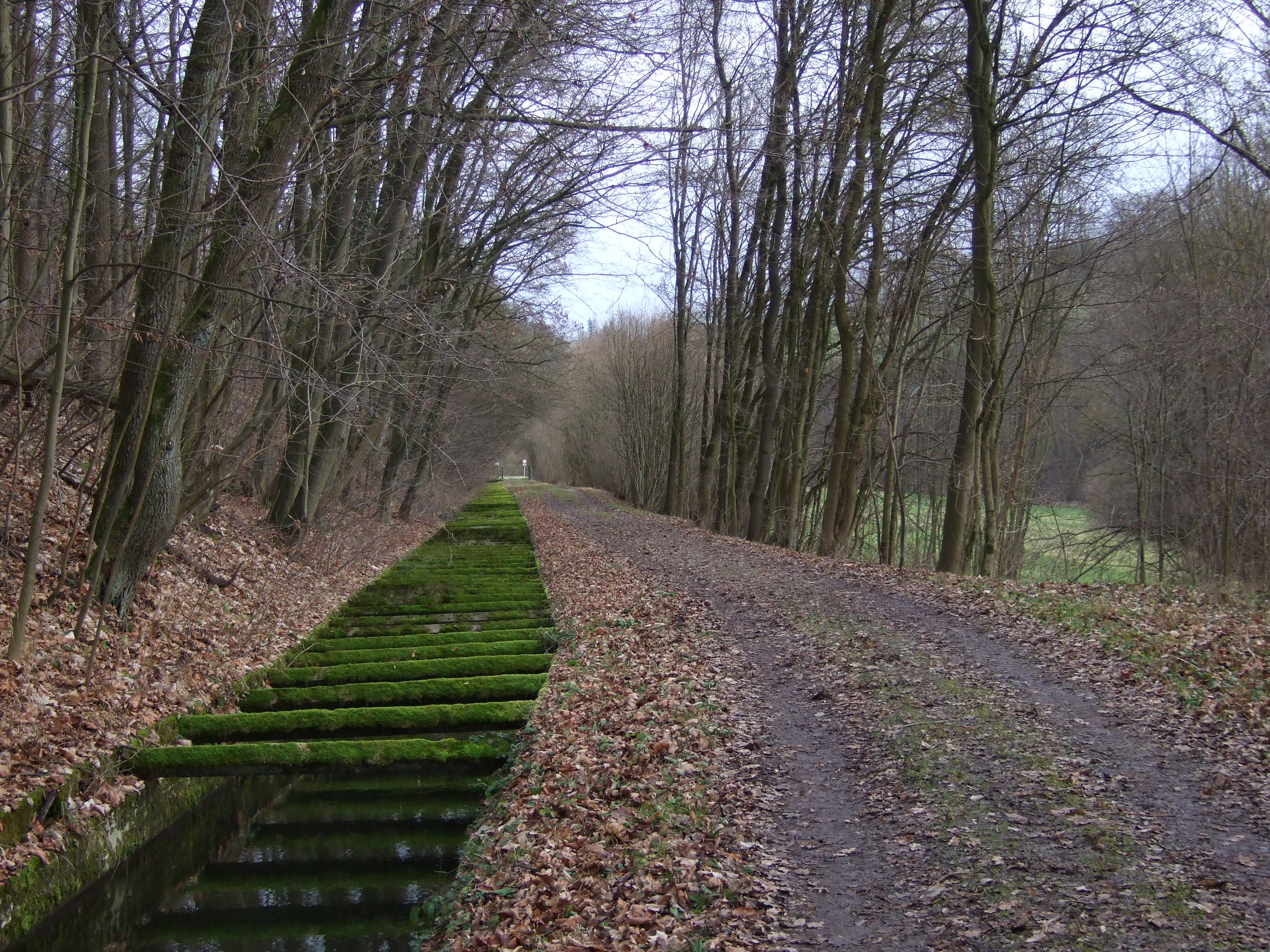
Döhlauer Graben, rechts im Talgrund die (Warme) Steinach

Die Ortschaft befindet sich, teilweise in Hanglage an der Kalten Leite, am Ausgang des Tals der (Warmen) Steinach zwischen dem Oschenberg und dem Rodersberg. Im Osten liegen im Tal die zu Weidenberg gehörenden Dörfer Höflas und Döhlau, nach Westen hin grenzt Friedrichsthal an den Bayreuther Stadtteil Laineck. Durch den Ort verlief am Hang der Kanal Döhlauer Graben, der zur Zeit des Markgrafen Georg Wilhelm den Brandenburger Weiher speiste. Er ist von Döhlau aus bis zu einem kleinen Kraftwerk in Höhe der ehemaligen Flachsspinnerei erhalten.

## Geschichte

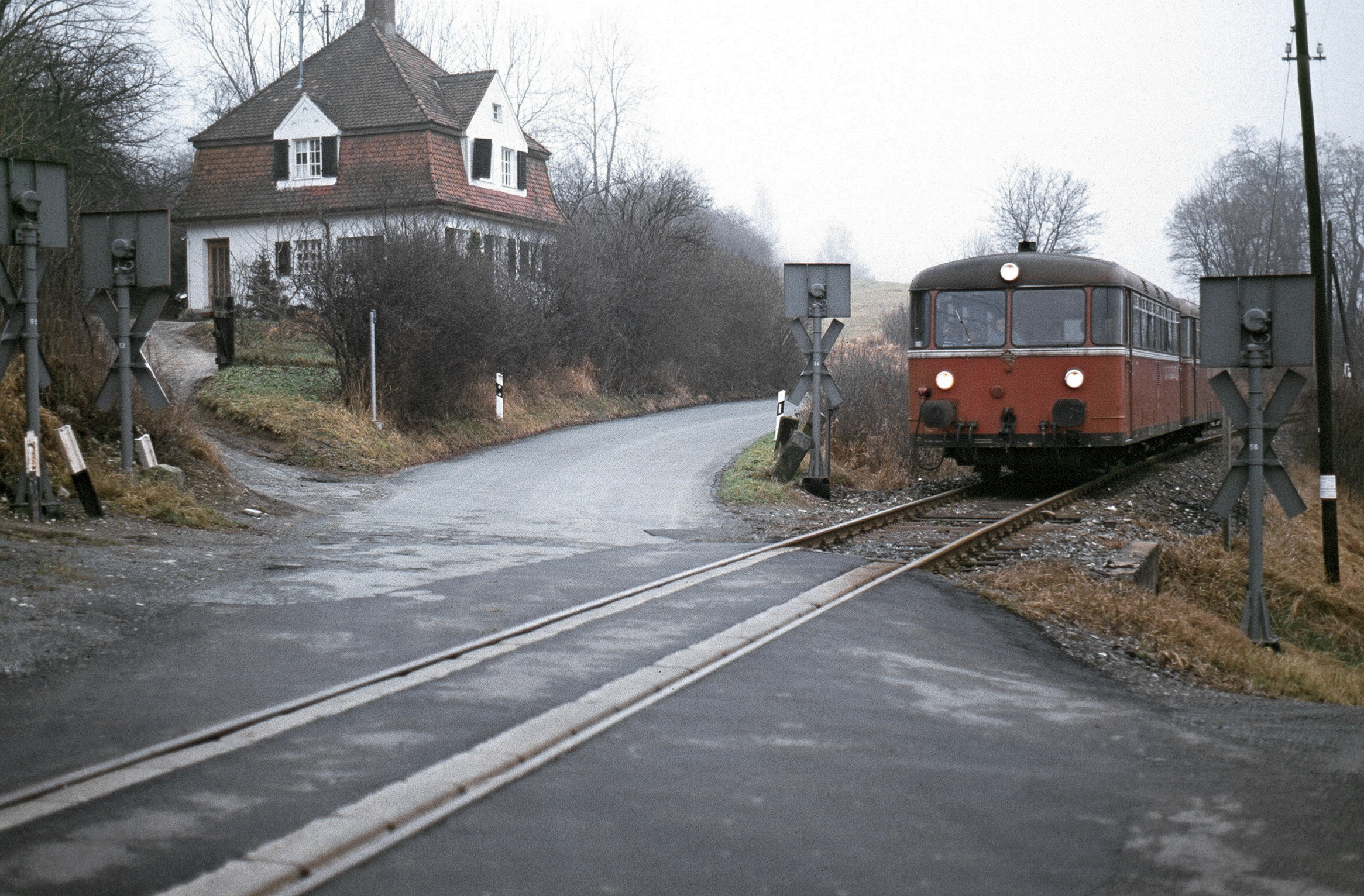
Ortsende am Bahnübergang Warmensteinacher Straße (1987)

1757 wurde an der Steinach ein Hammerwerk für eine Messingdrahtfabrik errichtet. Neun Jahre danach wurde es als „Poudre-Mühle“ zur Fabrikation von Puder für die Perücken am Bayreuther Hof umgerüstet; obwohl nur wenige Jahrzehnte lang dort Puder hergestellt wurde, hat sich der Name Pudermühle gehalten. Heute wird die ehemalige Mühle als Wohnhaus genutzt.
1791 erwarb der Bayreuther Gastwirt Johann Friedrich Schnaufer vom damaligen Mühlenbesitzer Seckel einige Grundstücke und ein Gebäude, das er abreißen und am Fuß der Kalten Leite als Gaststätte wieder aufbauen ließ. Vermutlich ist der Ortsname, der erst zwei Jahrzehnte später erstmals in den Kirchenbüchern von St. Johannis auftauchte, auf seinen zweiten Vornamen zurückzuführen. Möglicherweise geht er aber auch auf den Markgrafen Friedrich III. zurück, der dort zur Jagd ging.

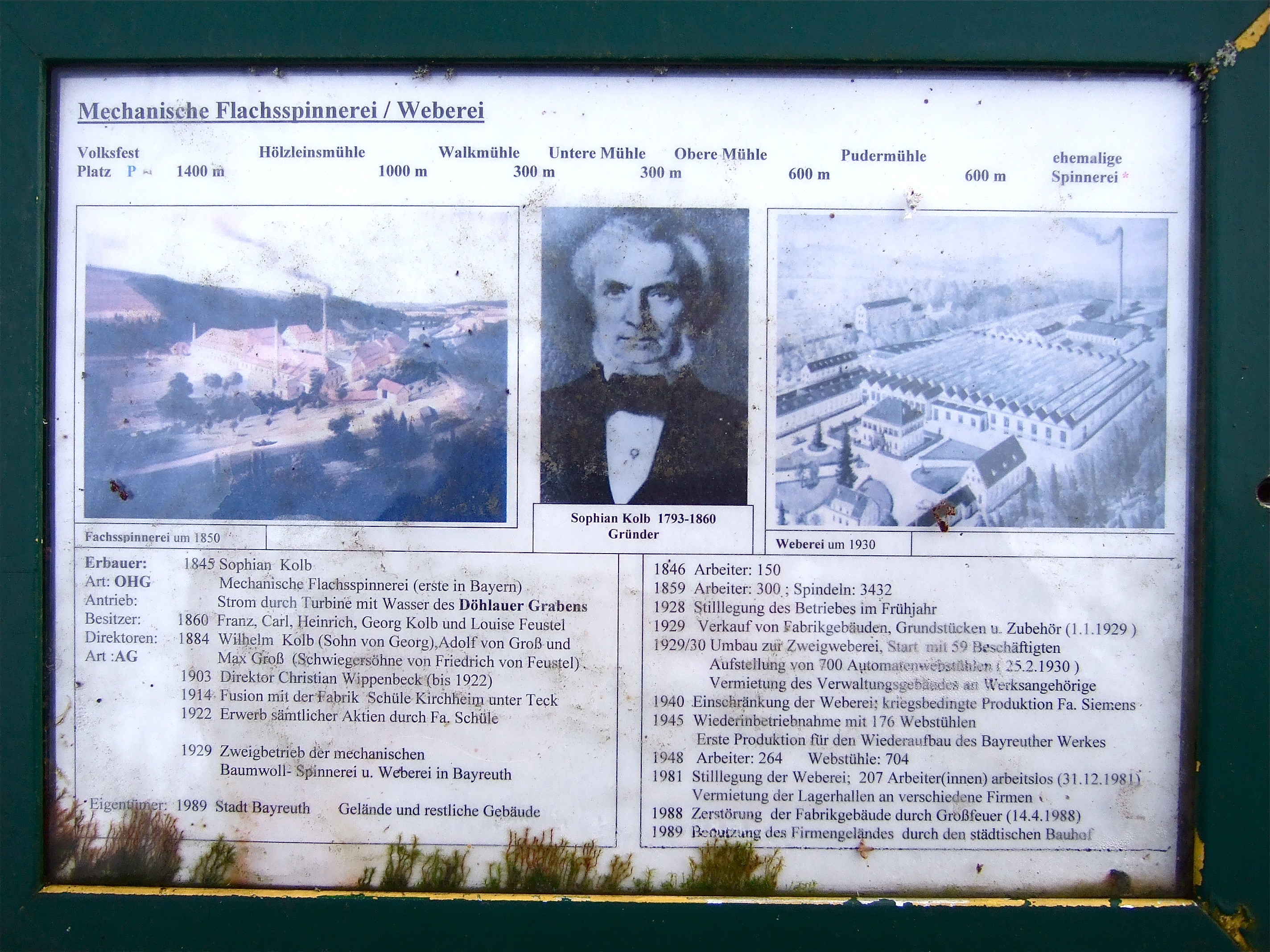
Infotafel am Fabrikgelände

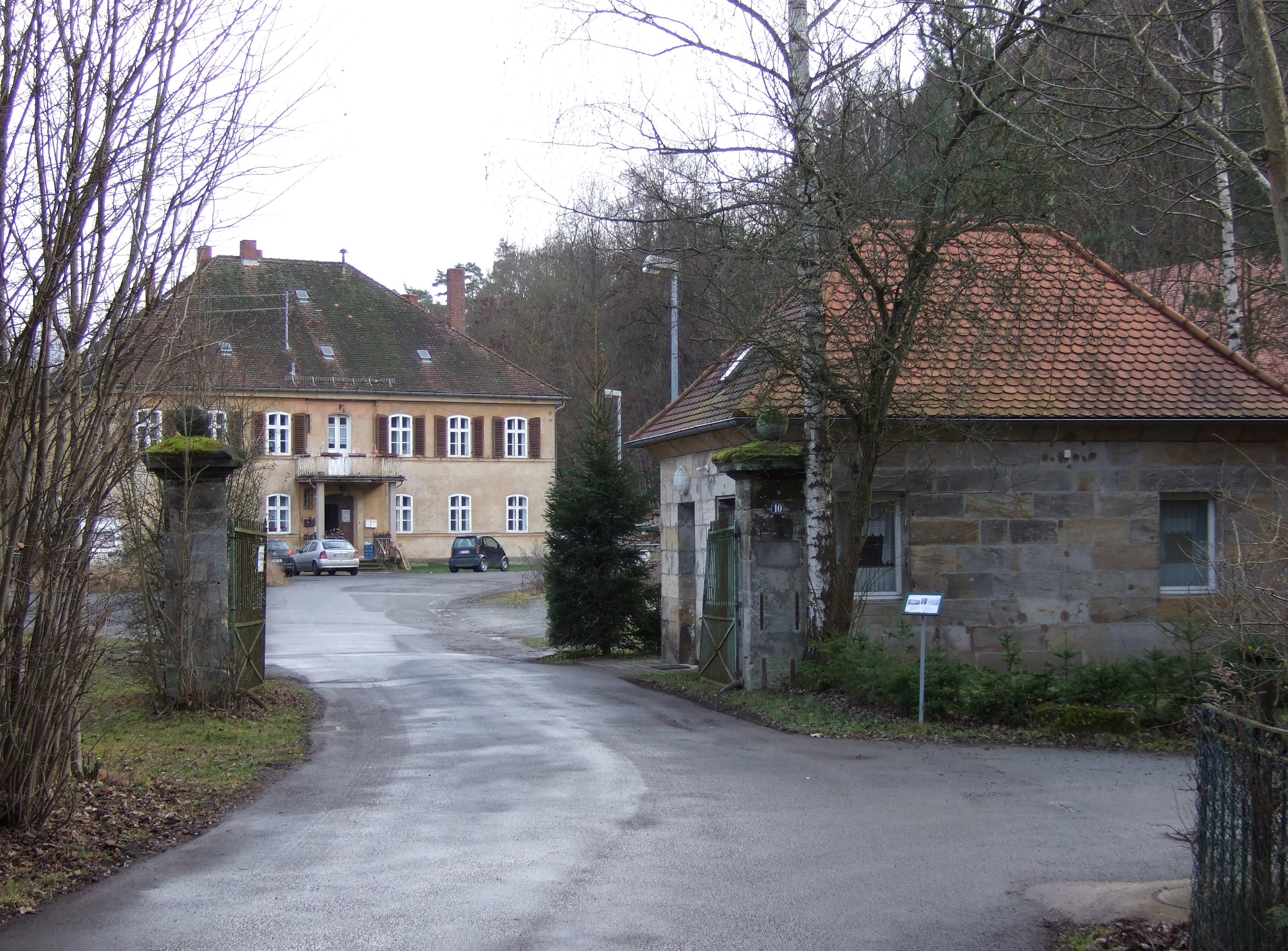
Verbliebene Gebäude der ehemaligen Spinnerei bzw. Weberei

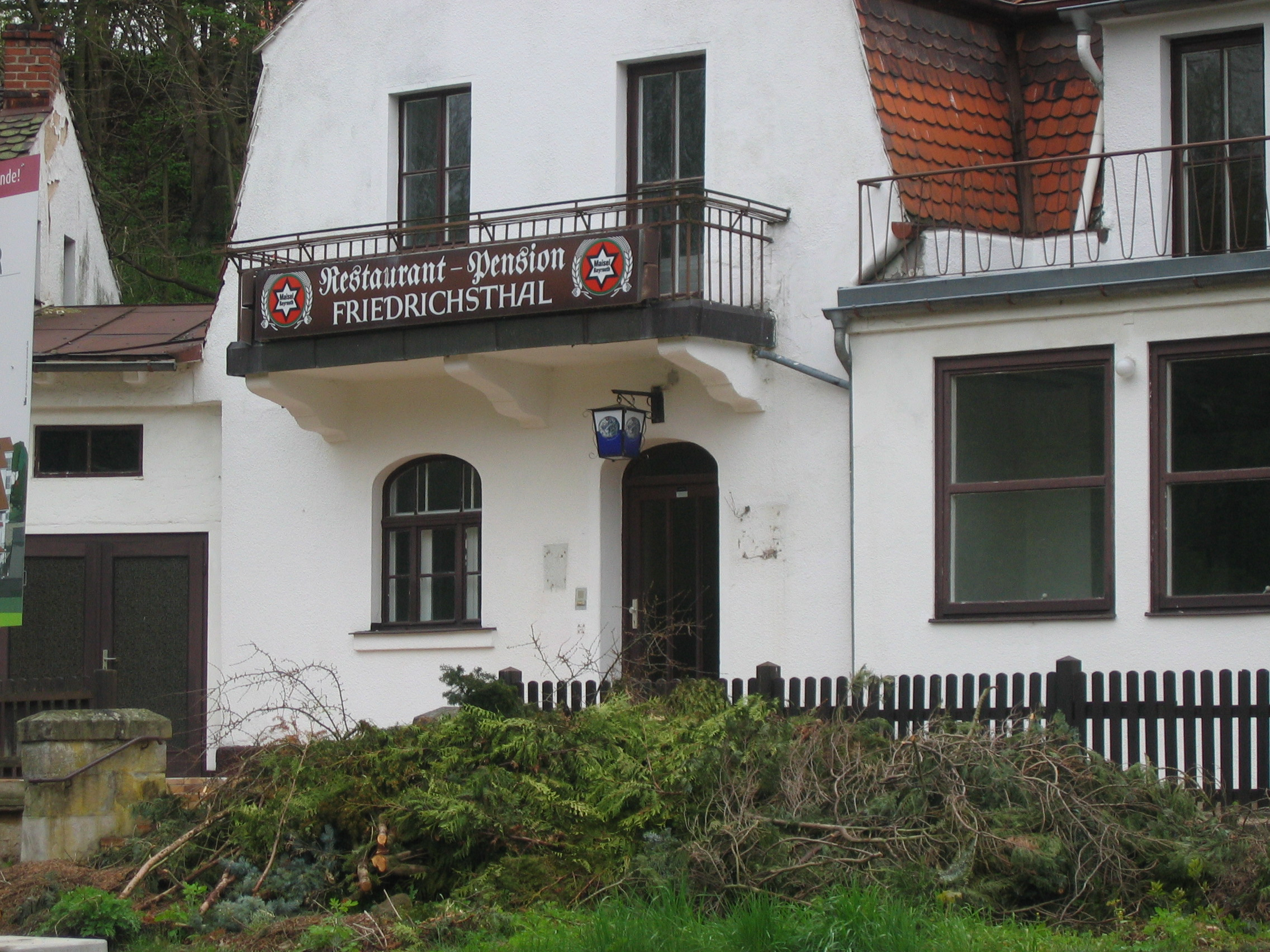
Gaststätte Friedrichsthal vor dem Abriss (2005)

Von 1797 bis 1810 unterstand Friedrichsthal dem Justiz- und Kammeramt Bayreuth. Mit dem Gemeindeedikt wurde Friedrichsthal dem 1812 gebildeten Steuerdistrikt Sankt Johannis und der Ruralgemeinde Laineck zugewiesen.
1846 wurde in Friedrichsthal die erste bayerische Flachsspinnerei errichtet. Dorthin pendelten Arbeiter aus den umliegenden Orten, z. B. Leineweber aus dem nahegelegenen Sankt Johannis. Die Maschinen wurden mittels Transmissionsriemen mit Wasserkraft aus dem Döhlauer Graben betrieben. Im Frühjahr 1928 wurde der Betrieb stillgelegt und 1929 an die Mechanische Baumwoll-Spinnerei Bayreuth verkauft, die in den Gebäuden eine Baumwollweberei einrichtete. Dieser Betrieb bestand bis 1981. Am 14. April 1988 wurde die  nur noch als Lager genutzte Fabrik bei einem Großbrand weitgehend zerstört, das Verwaltungsgebäude blieb aber erhalten.
Beim Bau der Bahn nach Warmensteinach erhielt Friedrichsthal eine Bahnstation, die nach wie vor in Betrieb ist, sowie ein Ladegleis. Die Gaststätte Friedrichsthal, die bis dahin mehrfach Eigentümer und Pächter gewechselt hatte, erlebte durch die Bahn einen starken Aufschwung. An Sonntagen kamen Bayreuther Bürger mit dem Zug, der vom Hauptbahnhof aus Friedrichsthal in 17 Minuten erreichte, in den Biergarten. Im Juni 1898 ist, anlässlich der dortigen Fahnenweihe des Gesangvereins Concordia Laineck, sogar der Einsatz von Sonderzügen belegt.
1911 wurde die Schützengilde ins Leben gerufen, 1925 erhielt sie eine Schießanlage auf dem Gelände des Gastwirts. In den 1950er Jahren wurde die Gastwirtschaft zur Pension erweitert, auch prominente Mitarbeiter der Bayreuther Festspiele wie Wilhelm Furtwängler und René Kollo waren zu Gast. Der Opernregisseur Patrice Chéreau feierte dort 1980 den Abschluss seiner Aufführungen des Ring des Nibelungen. 2005 wurde die traditionsreiche Ausflugsgaststätte aufgegeben und anschließend abgerissen. An der Stelle wurde ein Wohngebäude in Terrassenform errichtet.
Zusammen mit Laineck wurde Friedrichsthal am 1. Juli 1972 nach Bayreuth eingemeindet.

### Pudermühle

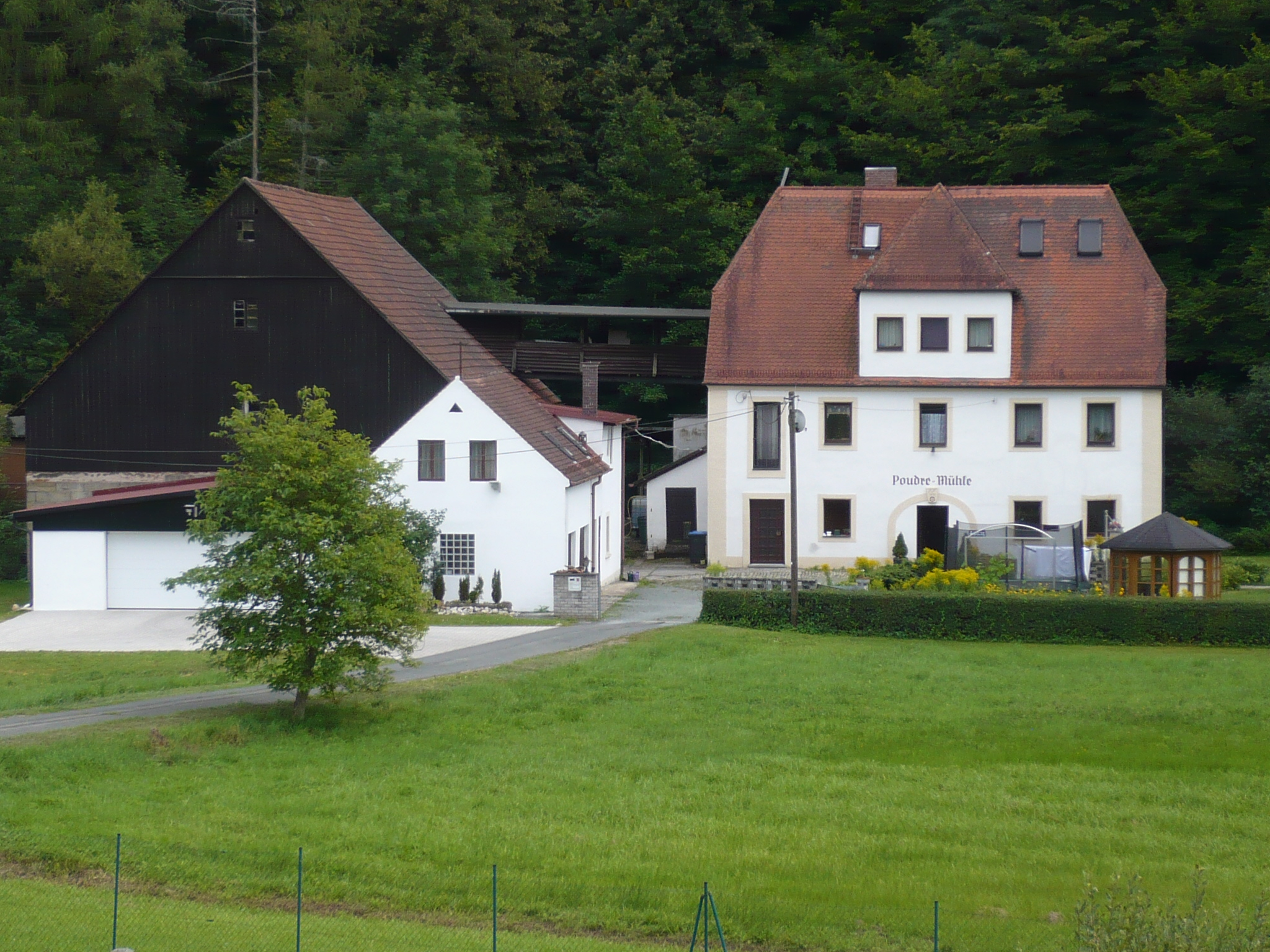
Die Pudermühle im Tal der (Warmen) Steinach

Im Jahr 1757 erwarb der Geheime Rat Graf Nicolaus von Löwenhaupt aus Erlangen in Lainecks Oberer Au vier Tagwerk Wiesen. Dort errichtete er eine – auch als Messinghammer oder Drahtmühle bezeichnete – Messingfabrik, in der Draht für die Aufhängung von Glasteilen an Kronleuchtern hergestellt wurden. 1765 stellte er die Produktion um und fertigte in der „Poudre-Fabrique“ fortan Puder für Perücken. 1771 kaufte der Nürnberger Kaufmann Johann Martin Ebermeyer die Mühle und errichtete 1774 daneben eine heute noch existierende Scheune. Nach seinem Tod im Jahr 1782 verpachteten dessen Erben die zum Anwesen gehörenden Grundstücke an verschiedene Lainecker.
Nächste Eigentümer des Anwesens waren von 1788 bis 1791 die Hofagenten Isaac David Seckel und Löw Wolf Seckel. Gegen den Widerstand der anliegenden Mehlmüller wandelten sie die Mühle in eine Getreidemühle um. Der folgende Müller Johann Adam Fischer erhielt 1798 die Erlaubnis zum Betrieb einer Grobschleiferei und Poliererei für die Geschirre von Schmieden und Schlossern, im Jahr darauf dann zudem für eine Schneidmühle. Die Nachkommen Fischers betrieben die Mühle bis zum Jahr 1909.
Nach dem Ersten Weltkrieg wurde die Mühle mit einer neuen Wasserkraftanlage ausgestattet und 1927 eine moderne Turbine zur Stromerzeugung installiert. 1972 wurde der Mühlenbetrieb eingestellt.

### Baudenkmäler
- Friedrichsthal 6, 8: Ehemalige Spinnerei und Weberei Bayreuth
- Warmensteinacher Straße 128: Sandstein-Pfeilerportal

### Einwohnerentwicklung
| Jahr      | 001822 | 001861 | 001871 | 001885 | 001900 | 001925 | 001950 | 001961 | 001970 | 001987 |
| Einwohner | *      | 7      | 3      | 8      | 3      | 25     | 74     | 61     | 34     | *      |
| Häuser    | *      |        |        | 1      | 1      | 3      | 9      | 9      |        | *      |
| Quelle    | [ 6 ]  | [ 11 ] | [ 12 ] | [ 13 ] | [ 14 ] | [ 15 ] | [ 16 ] | [ 17 ] | [ 18 ] | [ 19 ] |

## Religion
Friedrichsthal ist evangelisch-lutherisch geprägt und nach St. Johannis gepfarrt.

## Verkehr

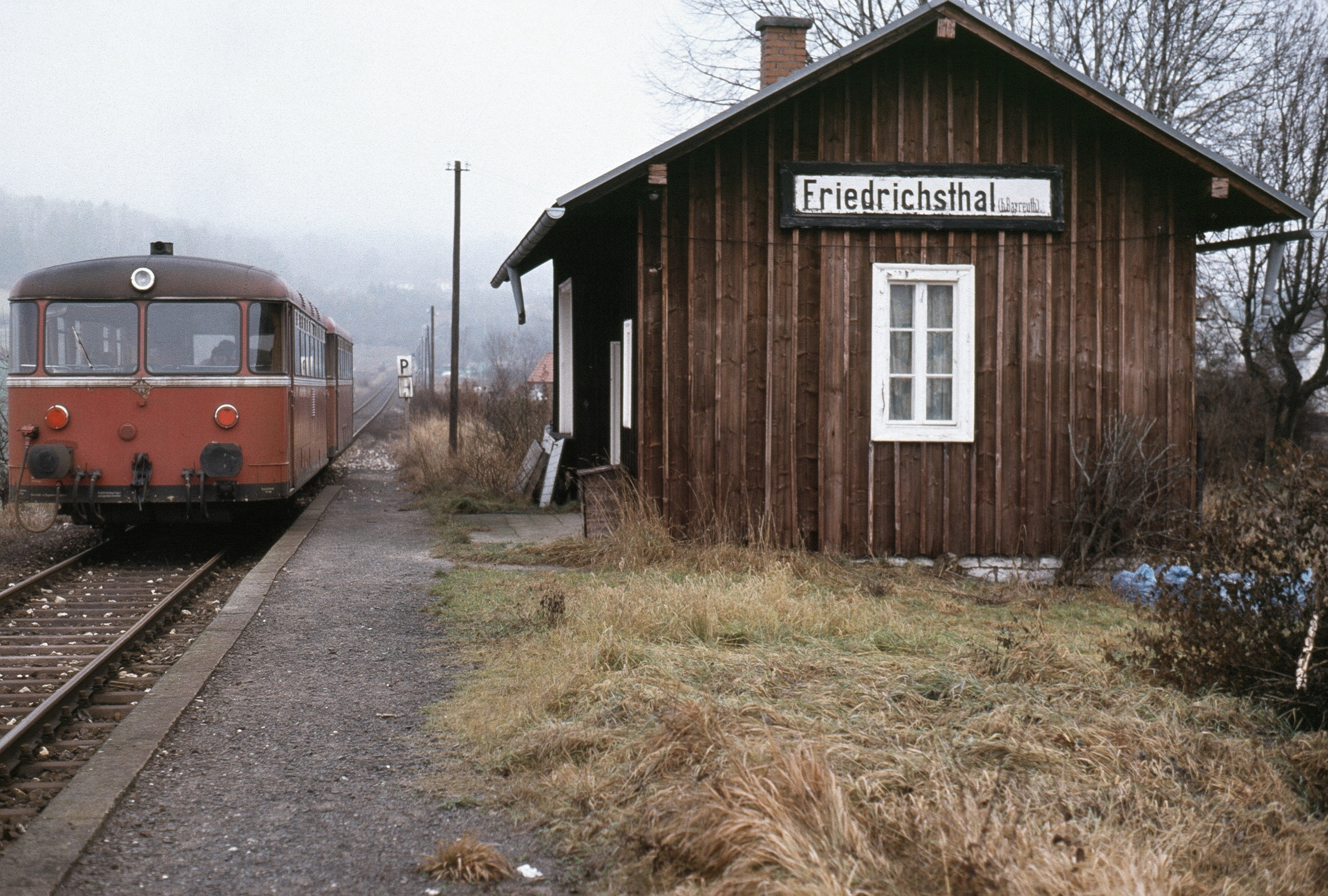
„Schienenbus“ nach Warmensteinach in der Bahnstation Friedrichsthal (1987)

Hauptachse ist die Warmensteinacher Straße, die nach dem Bau der Umgehungsstraße ihre Funktion als Ausfallstraße ins Fichtelgebirge verloren hat. Der Bahnhaltepunkt Friedrichsthal wird im Stundentakt von den Zügen der Bahnstrecke Bayreuth–Weidenberg bedient. Die Stadtbusse der VGN-Linie 301 verkehren im angenäherten 20-Minuten-Takt mit Lücken von bis zu 38 Minuten.